# Великий Бурлук (селище)
Вели́кий Бурлу́к — селище в Україні, адміністративний центр Великобурлуцької селищної громади Куп'янського району Харківської області. До 2020 року адміністративний центр Великобурлуцького району. Засноване 1656 року як село Шевелівка, перейменоване на селище Великий Бурлук. У 1963 році селище набуло статусу селища міського типу.
З 24 лютого до 10 вересня 2022 року селище було тимчасово окуповано російськими загарбниками під час повномасштабного вторгнення в Україну.
Станом на лютий 2024 року у Великому Бурлуці проживало близько 2 тис. осіб.

## Географія
Селище розташовано на лівому березі річки Великий Бурлук, вище за течією примикають села Заміст і Буряківка, нижче за течією — села Плоске та Балка, на протилежному березі село Горяне. В селищі є дві залізничні станції Селищна і Бурлук.
Відстань до Харкова залізницею 189 км, по шосе (автошлях Т 2104) 108 км. До селища примикає лісовий масив урочище Неруб (дуб).

## Назва
Великий Бурлук — татарською мовою «велика грязь», «болото», бурулук. Ймовірно в XVI — XVIII століттях назва з'явилася під час набігів кримських татар.

## Історія
Першим поселенням на території бурлуцького краю була слобода Великий Бурлук, заснування якої припадає на другу половину XVII століття. Це був час безперервних козацько-селянських повстань Правобережної України проти Польщі. Прокотилася хвиля повстань (1637—1638), очолюваних Павлом Бутом, Яковом Остряницею та Дмитром Гунею. Селянсько-козацькі повстання зазнали поразки, тоді селяни і козаки, залишивши обжиті на Правобережжі села, рушили на лівий берег Дніпра, у Дикий степ.
390 сімей козаків-наддніпрянців з отаманом Скиданом («правою рукою» Я. Остряниці) йшли у пошуках місця, де можна було б набути волі. Зупинилися біля річки, яку оточував ліс, повний дичини, та широкий простір ніким не зайнятих земель. Оселившись вздовж річки, заснували слободу Великий Бурлук; ця слобода мала б захищати частину Дикого поля від татарських нападів.
Дата першої згадки Великого Бурлука — 1675 рік. Ще у 70-ті роки XVII століття козаки-наддніпрянці при поселенні біля річки Бурлук свої територіальні поселення назвали громадами: Загреблянська, Замостянська і Буряківська. Налічувалося 390 дворів і населення — 755 душ.
У 1672—1685 роках землі сучасної Великобурлуччини належали до Харківського Слобідського полку, а слобода Великий Бурлук — його територіальна одиниця.
З 1685 до 1765 року слобода була територіальною одиницею Ізюмського Слобідського полку.
Грамотою Петра І з 1693 року землі Великого Бурлука стали власністю Донець-Захаржевських.
У 1698 році у Великобурлуцькому краї з'явилася численна татарська орда, яка, крім Бурлука, зруйнувала, пограбувала і спалила Чугуїв, Мартову, Вільхуватку, Дворічну.
1765 року Царський уряд ліквідував полковий поділ Слобожанщини, козацькі полки реорганізовані у регулярні. Була утворена Слобідська Українська губернія, до складу якої входила слобода Великий Бурлук. А з 1835 року Слобідська Українська губернія стала називатися Харківською губернією. Слобода Бурлук увійшла до Вовчанського повіту і перебувала у його складі до 1923 року.
Слобода із прилеглими до неї землями у 1841 році від Донець-Захаржевських перейшла у власність Задонських. На 1861 рік, після скасування кріпосного права, Великий Бурлук став волосною слободою. До Великобурлуцької волості увійшли чотири громади Великобурлуцької слободи: Загреблянська, Замостянська, Гора-Буряківська та Крикунівська, а також громади сусідніх сіл: Федорівки, Малого Бурлука, Хатнього, Амбарного, Григорівки, Катеринівки, Рогозянки, Козинки.
У 1864-му слобода Великий Бурлук налічувала 423 двори, населення становило 2943 чоловіки, була 1 православна церква, 4 заводи: винокурний, селітровий, вівчарний, кінний, 2 ярмарки, а вже у 1886-му у Бурлуці — 561 двір, 3520 чоловік населення, землі орної — 4409 десятин, кам'яна церква, школа, лікарня, волосна управа, поштова станція, хлібна крамниця, млинів — 33, лавок — 3, ярмарків — 6. Таку характеристику слободи кінця 19 ст. дано в Харківському календарі на 1864 та 1886 роки.
З роками територія Великого Бурлука розширилась, Великобурлуцька волость укрупнилась. На 1914 рік у Бурлуці розбудувалися нові вулиці: Кладовищенська (нині вул. Шевченка), Хворостянка (Горна), виникло с. Хутірець (Крючка), Буряківка, забудовувалась Осіянська гора (Лікарняна).
Волосне земство усунули із початком радянської окупації (січень 1918), замість нього було поставлено тимчасовий військово-революційний комітет, потім (1920) цей орган було замінено на владою Рад селянських депутатів. 1923 року Вовчанський повіт розділили на вісім районів, серед яких утворився Великобурлуцький. Центром району став Великий Бурлук.
Великобурлуцький район увійшов до складу Харківської області у складі Української РСР з 27 лютого 1932 року. Цьому передували роки колективізації, організації на території району колгоспів.
Геноцид 1932—1933 років забрав життя чимало великобурлучан. Зафіксовані живі спогади про страшний 33-й — це сотні смертей від голоду, випадки канібалізму.
Під час німецько-радянської війни з Великобурлуччини було призвано на війну 11 тис. людей, загинуло в боях 5,5 тис. бурлучан. Авіачастина, що базувалась на бурлуцькому аеродромі, відома завдяки іменам Героїв СРСР: М. Дев'ятова, І. Тараненка, І. Кожедуба, Ю. Мочалова. Герої Радянського Союзу з Великого Бурлука — Каліберда Іван, Проценко Леонід, Чайка Федір.
У повоєнні роки у Великому Бурлуці був цех з переробки молока. На молокозаводі, який розміщувався на місці теперішньої санепідемстанції, виробляли вершкове масло, сир, продукцію з незбираного молока. Потужностей молокозаводу не вистачало для переробки всієї сировини, яку частково відвозили до Харкова та Куп'янська. У 1977 році в експлуатацію було введено Великобурлуцький сироробний завод.
Великий Бурлук став селищем міського типу у 1963 році, населення склало 4336 чоловік, на території Великобурлуцької селищної ради — 9906 чоловік. З 1964 року Великобурлуцькій селищній раді було підпорядковано такі населенні пункти: смт Великий Бурлук, Вадбольське, Гнилиця, Глушкове, Голубівка, Лебедівка, Жуків Яр, Малахове, Манцівка, Сірий Яр, Яєчне, Петрикове, Підсереднє, Новоселівка, загальна чисельність населення — 9,5 тис. чоловік.
Електрифікація селища відбулася 1964 року. У різні роки було збудовано такі новобудови: автоматична телефонна станція (1964), поліклініка, Великобурлуцька ЗОШ (1980), аптека (1981), РБК, автовокзал (1982) тощо.
Великобурлуцька селищна рада два роки підряд — 2001—2002 — виходила переможцем обласного конкурсу «Місто, селище найкращого благоустрою», нагороджена Дипломом І ступеня (2001) та Дипломом ІІ ступеня (2002) Харківської обласної держадміністрації та Почесними грамотами Харківської обласної адміністрації і Харківської обласної ради.
У 1785—1790 роках у селах Великий Бурлук, Гусинка, Маначинівка мешкав Григорій Сковорода.

### Російсько-українська війна
24 лютого 2022 року селище було тимчасово окуповано російськими військами під час повномасштабного вторгнення до України. 6 липня внаслідок українського удару загорілася російська військова логістична база у селищі.
Тимчасова окупаційна влада РФ призначила гауляйтером селища Євгена Юнакова, якого в липні було ліквідовано вибухівкою у власному авто. 27 липня 2022 року керівник російської окупаційної адміністрації Харківської області Віталій Ганчев на його місце призначив Олександра Олександровича  Ковбасу.
9 вересня окупаційна адміністрація Харківської області заявила про "евакуацію" населення з Великого Бурлука.
10 вересня в першій половині дня окупаційні війська без бою повністю покинули  населений пункт. Наздоганяючи окупантів в другій половині дня в Великий Бурлук зайшли перші воїни ЗСУ. Було скинуто прапори ворога і продовжено рух далі. 

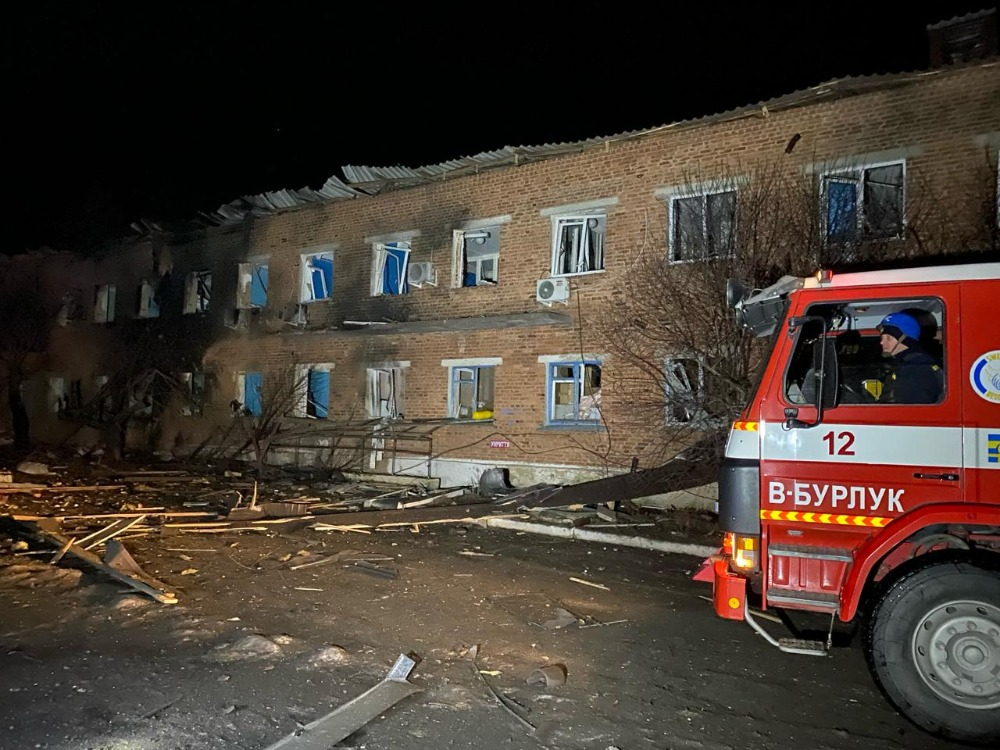
Великобурлуцька лікарня після бомбардування 31 січня 2024 року

11 вересня зранку в Великий Бурлук почали заходити підрозділи ЗСУ.
12 вересня 2022 року було офіційно повідомлено Генштабом ЗСУ  що в ході контрнаступу російський окупант був витіснений з Великого Бурлука.
Увечері 31 січня 2024 року ворог атакував Великий Бурлук. У місцеву лікарню влучили дві керовані авіабомби.
28 лютого 2024 року по вокзалу станції у Великому Бурлуці російськими військами було завдано удару керованою авіабомбою, внаслідок чого загинуло 2 особи: 48-річний чоловік та 6-тирічна дівчинка, які проходили через вокзал, а мати дівчинки зазнала поранень. Через авіаудар залізничний вокзал зазнав руйнувань.
За інформацією Великобурлуцького селищного голови Віктора Терещенка, через посилення обстрілів у лютому 2024 року мешканці селища виїжджають з нього.

## Економіка
- ФГ «ДЖАЛ»
- ВАТ «Великобурлуцький сирзавод»
- В селищі кілька машинно-тракторних майстерень
- Великобурлуцький хлібокомбінат Великобурлуцької райспоживспілки
- Великобурлуцька районна друкарня

## Об'єкти соціальної сфери
- КЗ «Великобурлуцький ліцей»
- Великобурлуцька дитячо-юнацька спортивна школа
- Великобурлуцька дитяча музична школа
- Районний Будинок Культури
- Великобурлуцька центральна  бібліотека
- Великобурлуцька селищна бібліотека для дітей
- Краєзнавчий музей
- Лікарня
- Великобурлуцька районна лікарня ветеринарної медицини
- КЗ «Великобурлуцький ІРЦ»

## Топоніміка

### Урбаноніми
У Великому Бурлуці нараховується близько 50 вулиць, у тому числі 5 провулків.
Вулиці:
- Будівельників
- Весняна
- Виноградна
- Гоголя Миколи
- Горна
- Горького Максима
- Громової
- Декоративна
- Дорожня
- Дружби
- Заводська
- Залізнична
- Зарічна
- Зелена
- Лугова
- Маяковського Володимира
- Медична
- Миру
- Молодіжна
- Осіянська
- Паркова
- Першотравнева
- Підгірна
- Польова
- Привокзальна
- Проценка Леоніда
- Пушкіна Олександра
- Садова
- Світла
- Сільгосптехніка
- Слобожанська
- Соборна
- Сонячна
- Степова
- Східна
- Транспортна
- Трудова
- Харківська
- Центральна
- Чайковського Петра
- Шевченка Тараса

Провулки:
- Ветеринарний
- Гусарова
- Пушкіна Олександра
- Слобожанський
- Транспортний

## Пам'ятки
- Будинок Донців-Захаржевських — пам'ятка архітектури місцевого значення, яка належала представникам однієї з гілок слобідського старшинського роду Донців-Захаржевських-Задонських.
- Великобурлуцький степ — регіональний ландшафтний парк, один з об'єктів природно-заповідного фонду України на території Великобурлуцького району.
- Бурлуцький заказник — загальнозоологічний заказник загальнодержавного значення.
- Меморіальна таблиця Валентину Сім'янцеву — військовому армії УНР, скульптору та публіцисту. Встановлена на фасаді краєзнавчого музею.

## Цікаві факти
В маєтку Якова Васильовича Донця-Захаржевського любив зупинятися український поет і філософ Григорій Савич Сковорода.
Влітку 1919 року полковник Добровольчої армії, колишній художник і археолог Алі (Федір Артурович) Ізенбек під час наступу на Москву знайшов у панській садибі дерев'яні дощечки, на яких були викарбувано текст незрозумілою мовою. Згодом ця знахідка стала відома як літературний фальсифікат Велесова книга.
17 березня 2022 року під час російського вторгнення в Україну стало відомо про викрадення ворогом очільника Великобурлуцької селищної громади Віктора Терещенко. «Російські військові. запросили його на своє робоче місце, після чого фактично затримали і вивели до найближчого відділку поліції, в якому ті перебували. Вони тримали його за ґратами — змушували, вочевидь, до певних речей. Втім людина трималась героїчно», — повідомив голова Харківської обласної військово-цивільної адміністрації Олег Синєгубов. Згодом окупанти звільнили голову громади з полону, йому було надано медичну допомогу.
Американська компанія Maxar Technologies 10 квітня 2022 року опублікувала супутникові знімки, на яких видно, як 12-кілометрова колона російської військової техніки рухається в Харківській області. На знімках техніка прямує на південь через село Великий Бурлук, що на схід від Харкова. Знімки були зроблені 8 квітня 2022 року.

## Персоналії

### Уродженці селища
- Кібкало Дмитро Вікторович (нар.  1978) — професор, доктор ветеринарних наук.
- Куліченко Микита Лаврентійович — кобзар.
- Каліберда Іван Опанасович — Герой Радянського Союзу, генерал-майор юстиції у відставці.
- Проценко Леонід Олексійович — Герой Радянського Союзу.
- Валентин Іванович Сім'янцев (Сім'янців, Сімянцев) — сотник Армії УНР, інженер-гідротехнік.
- Олекса Іванович Сім'янцев (Сімянців, Сім'янців) — поручник полку Чорних запорожців Армії УНР, вчитель.
- Сайковська Галина Кирилівна — депутат Верховної Ради УРСР 8-10-го скликань.

### Проживали
- Сковорода Григорій Савич —видатний український філософ-містик, богослов, поет, педагог.
- Чайка Федір Васильович — Герой Радянського Союзу.

## Галерея

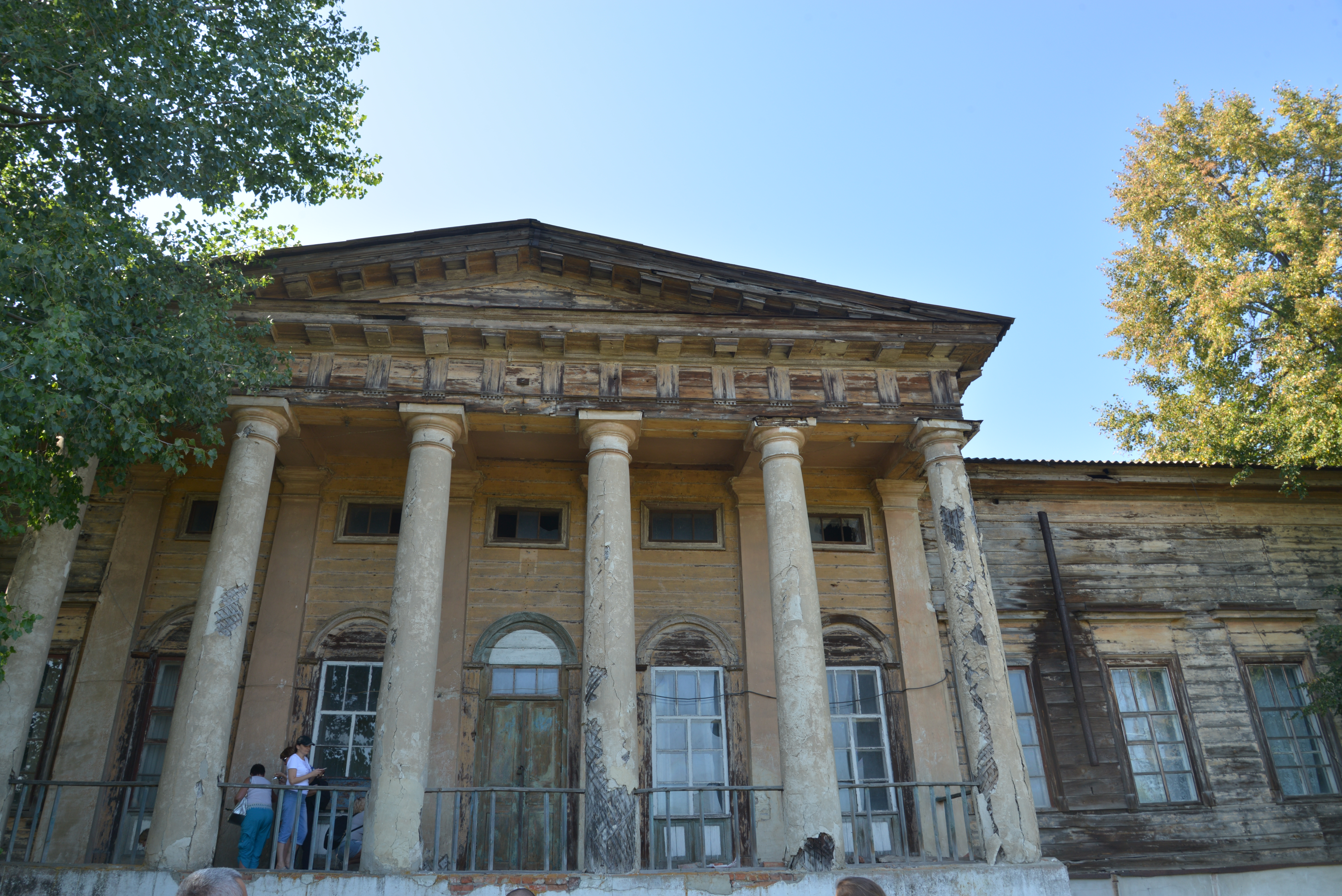
Будинок Донець-Захаржевських у Великому Бурлуці
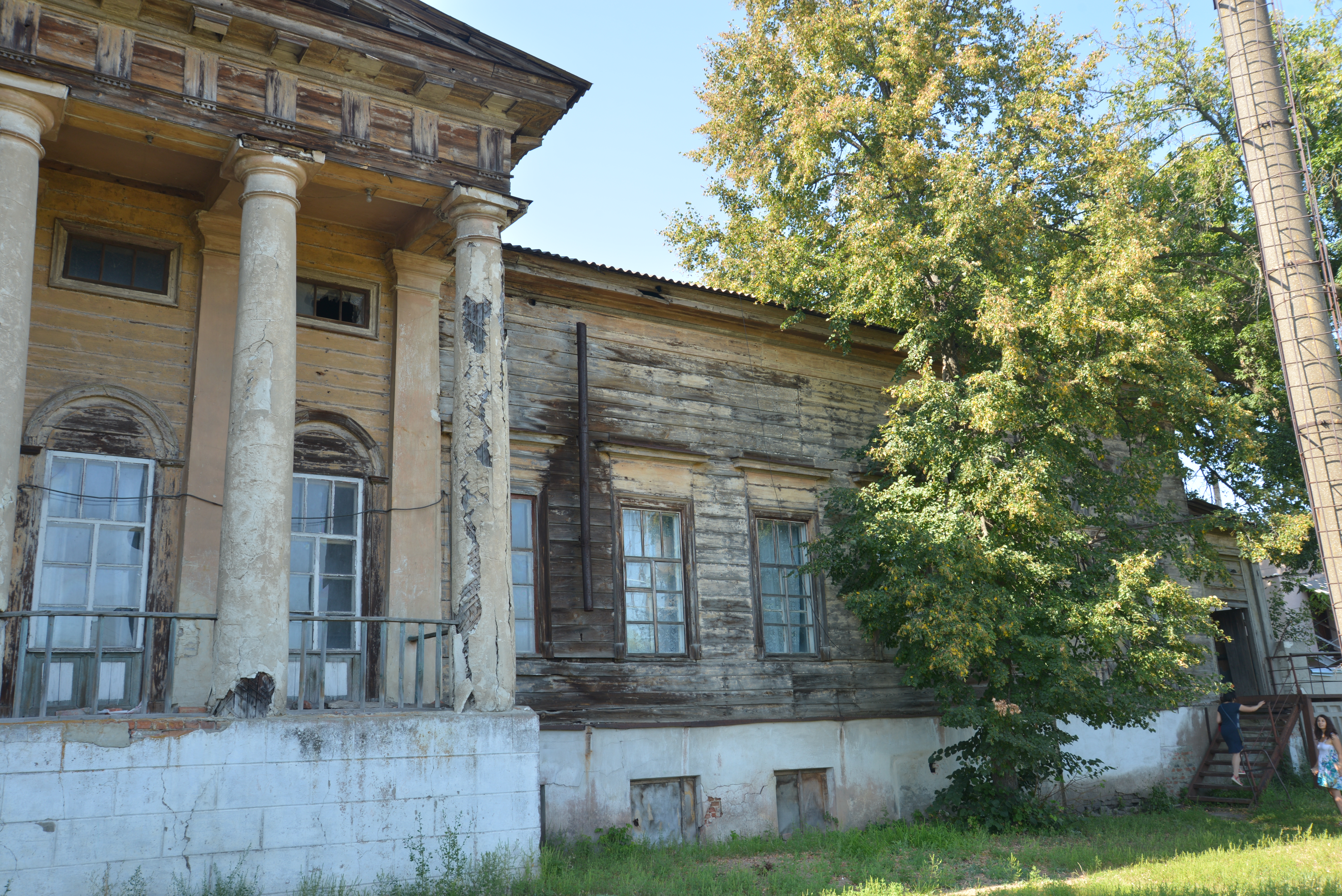
Будинок Донець-Захаржевських у Великому Бурлуці
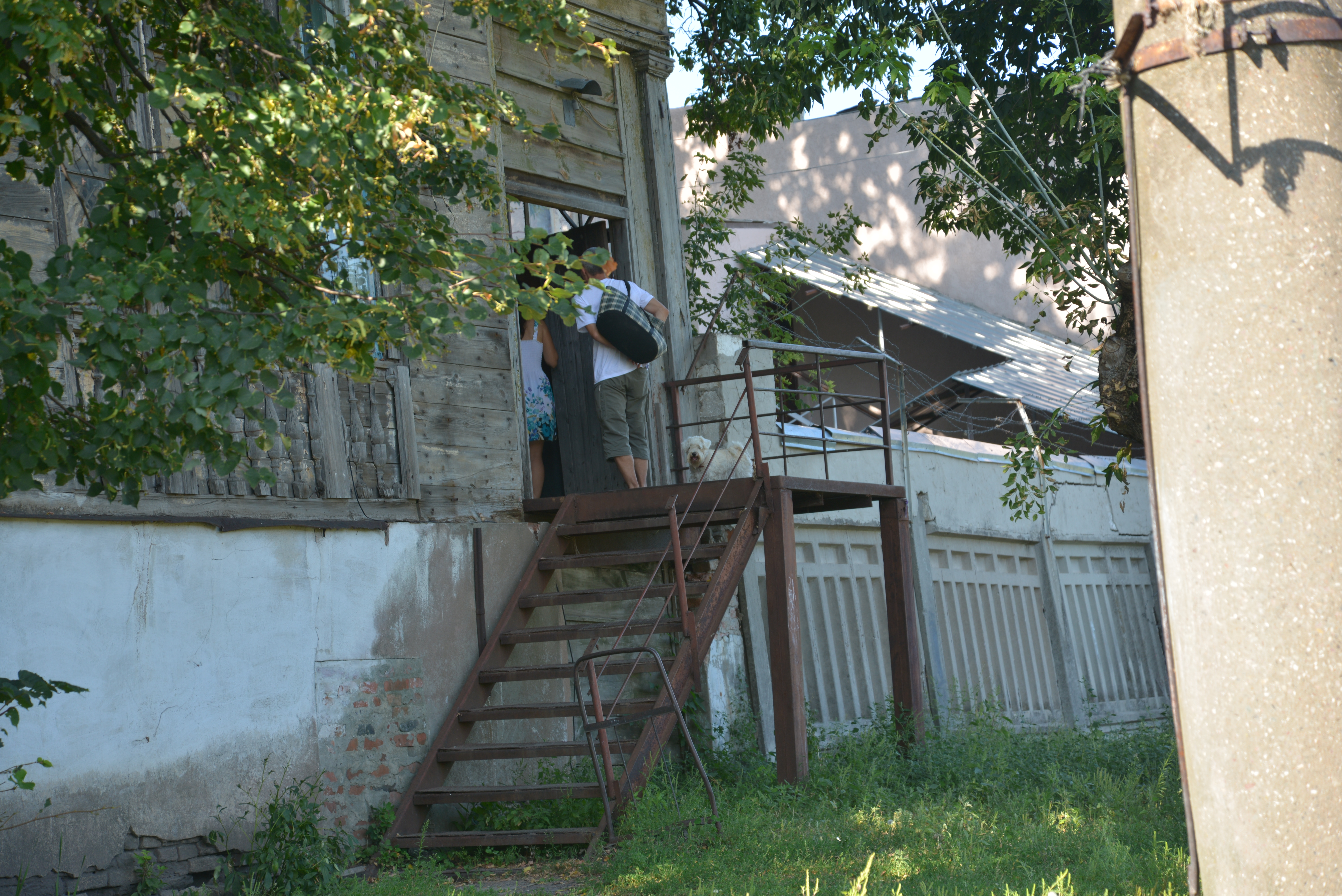
Будинок Донець-Захаржевських у Великому Бурлуці
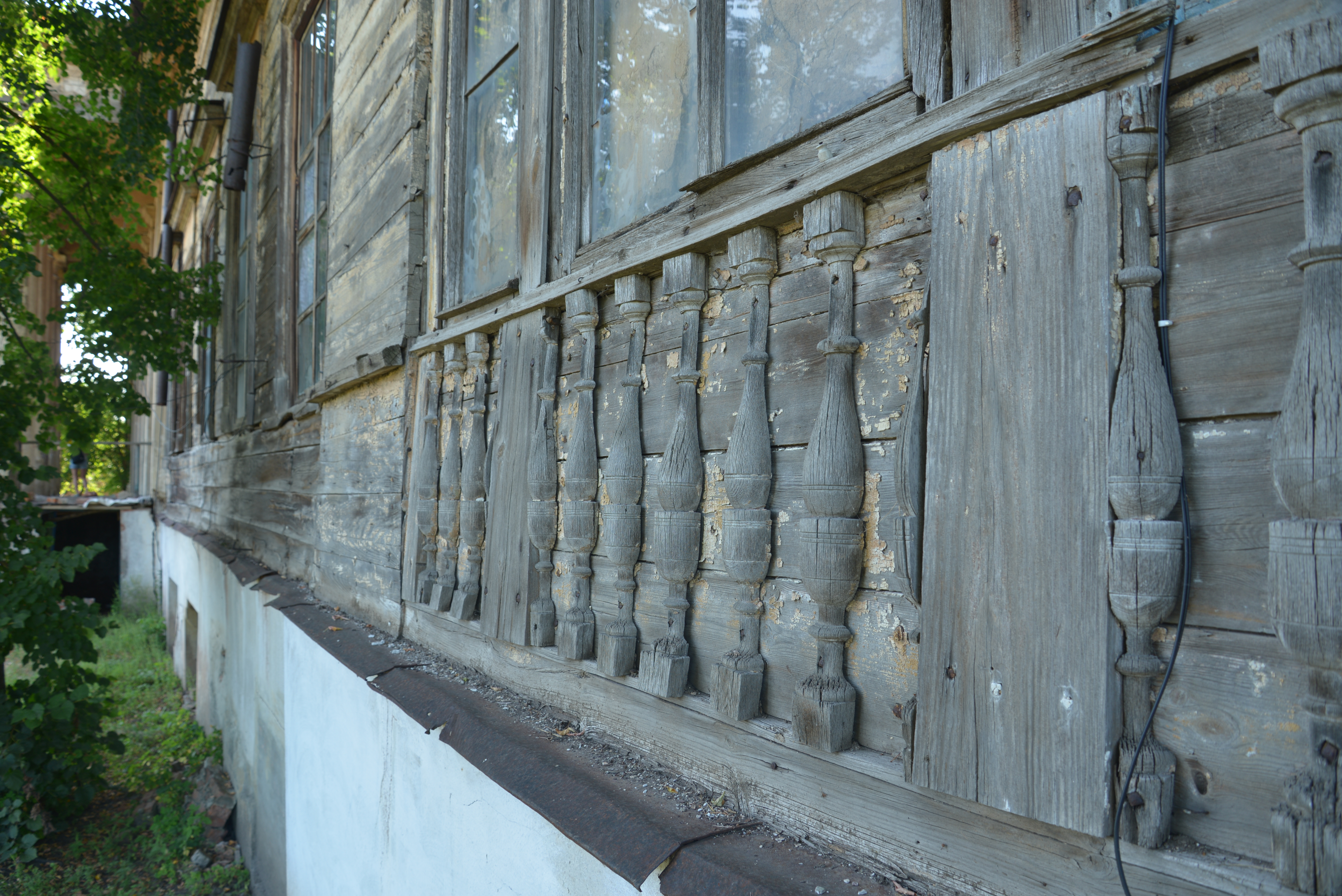
Оздоблення фасаду
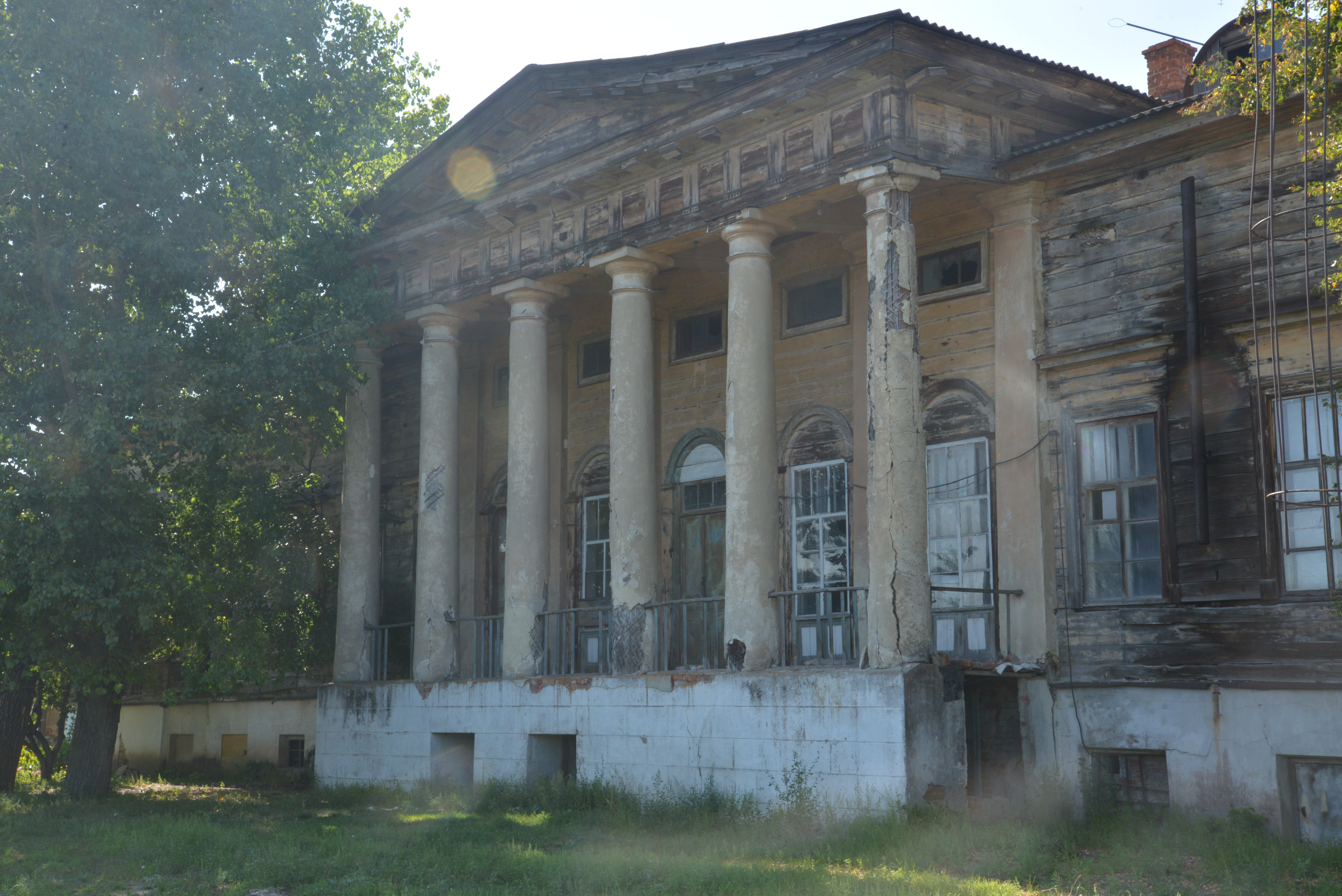
Центральний вхід
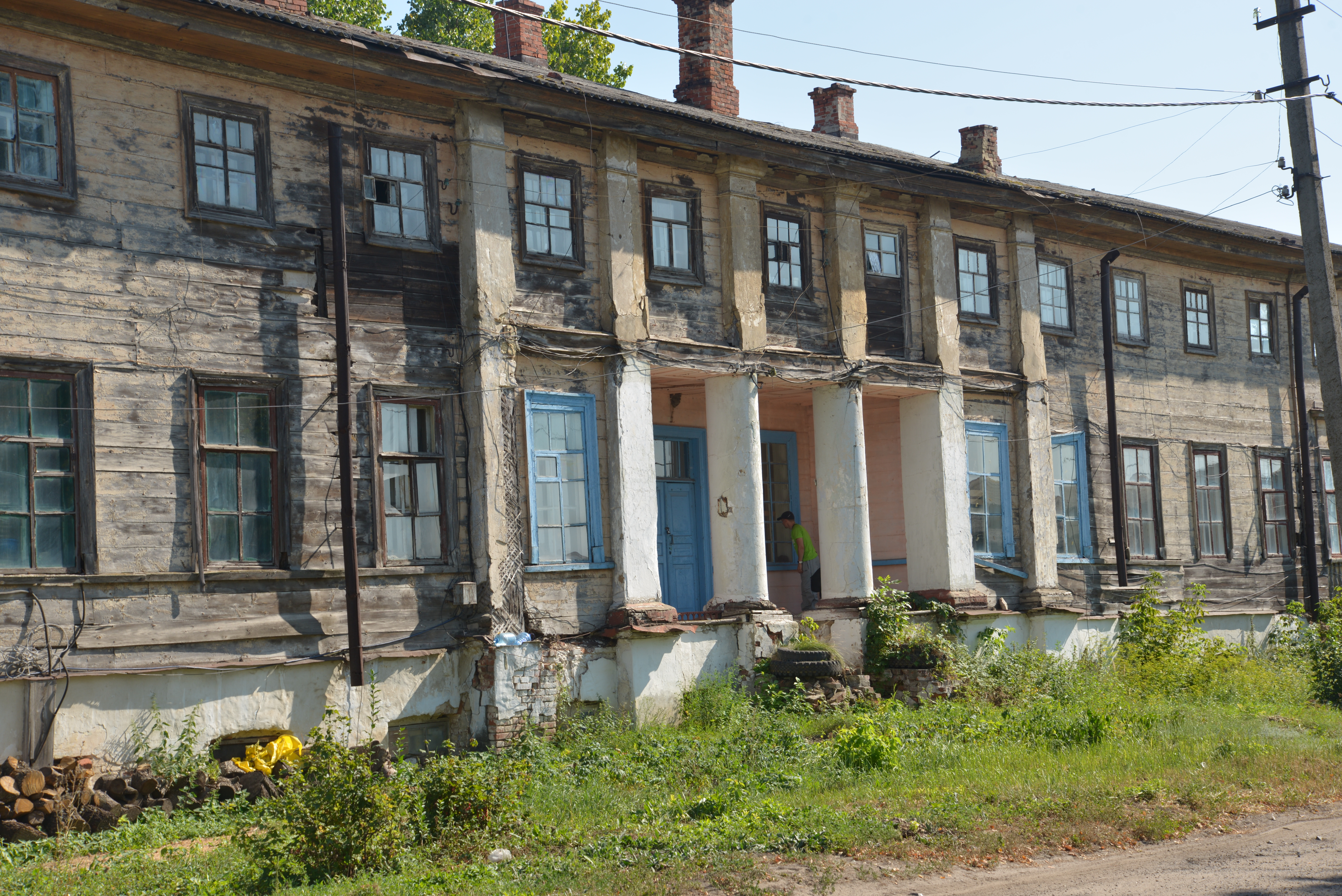
Вигляд ззаду
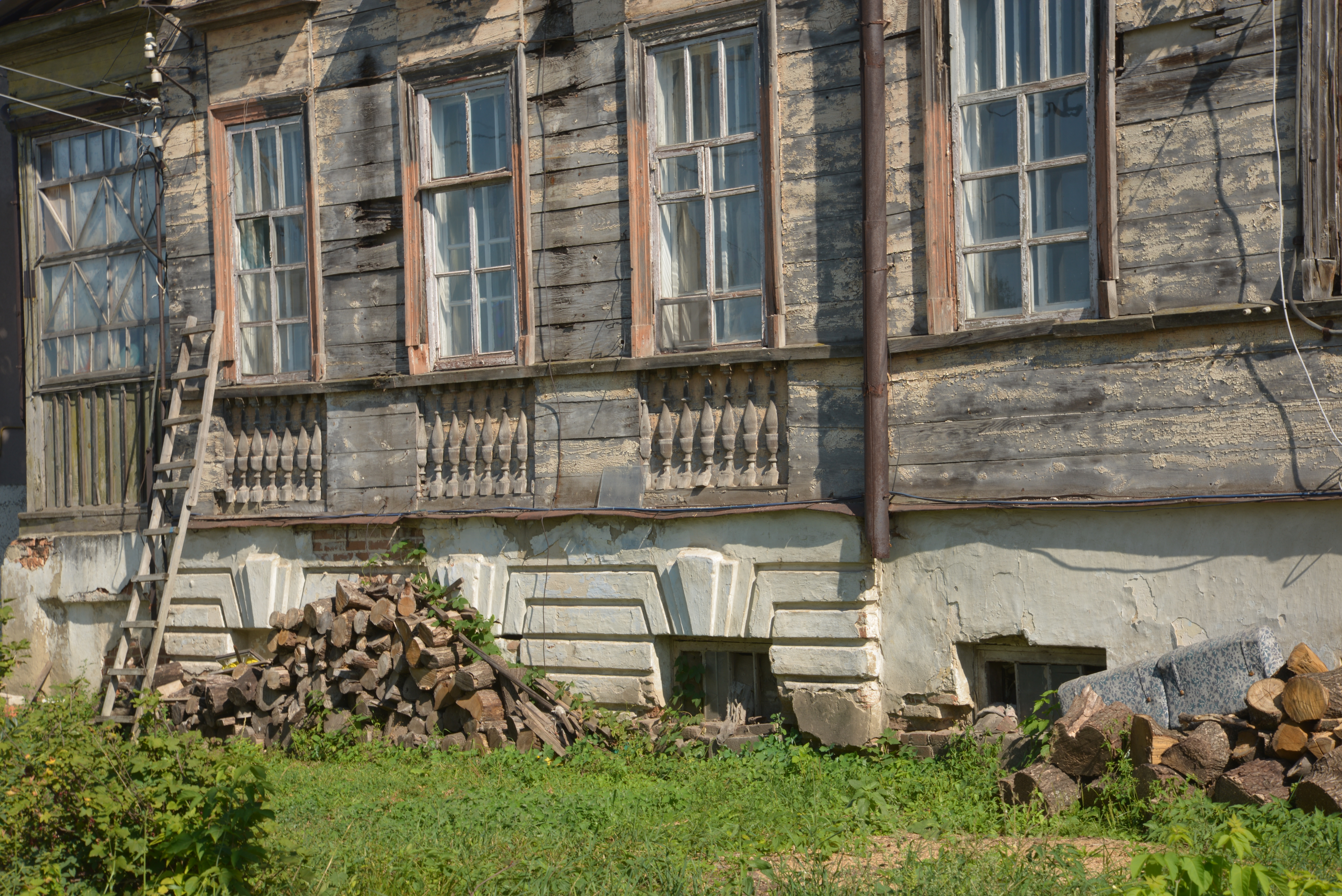
Оздоблення вікон
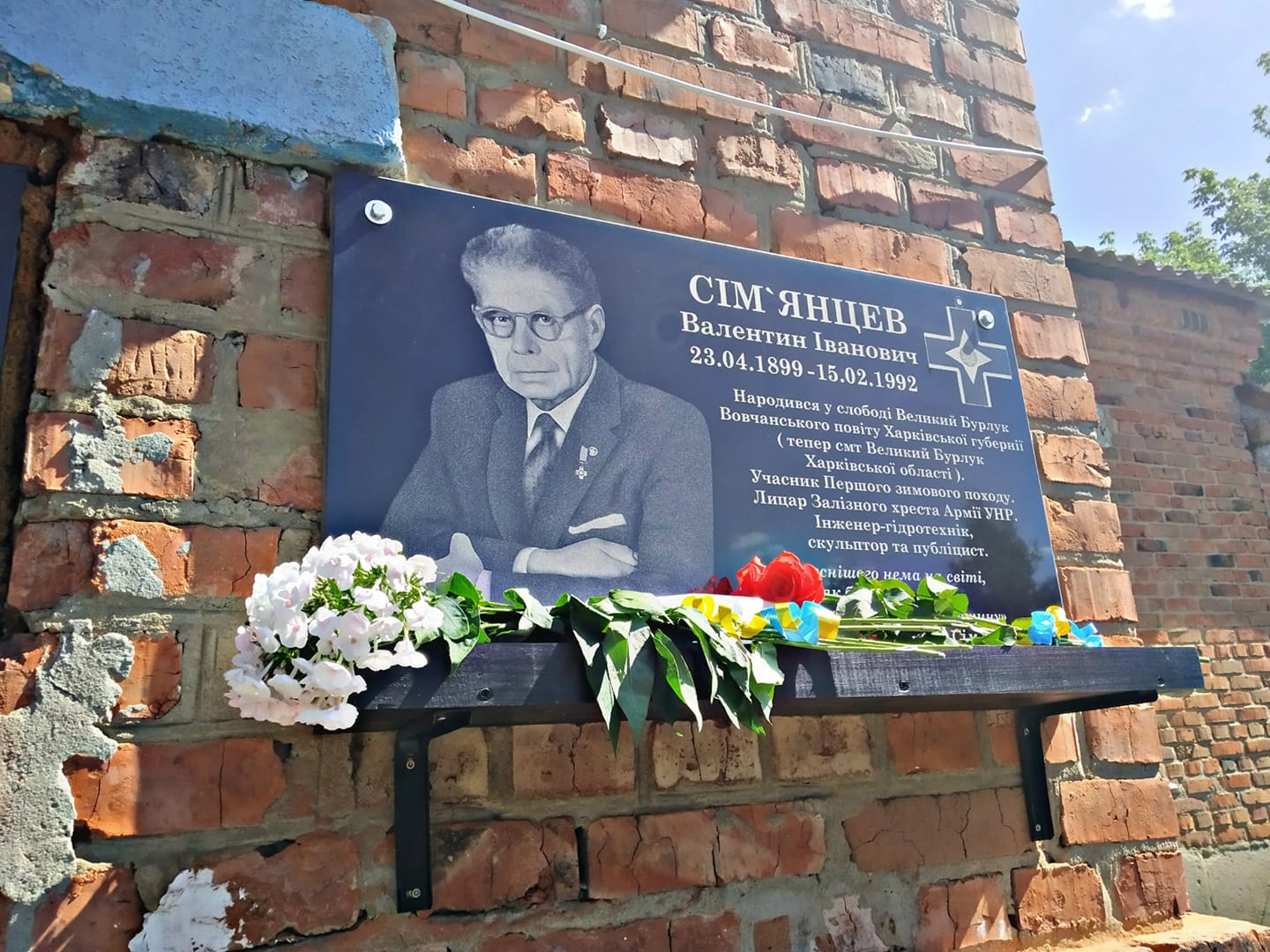
Меморіальна таблиця на фасаді краєзнавчого музею